# Xanca llisa
La xanca llisa (Grallaria haplonota) és una espècie d'ocell de la família dels gral·làrids (Grallariidae).

## Hàbitat i distribució
Habita el terra de la selva pluvial de les muntanyes del nord de Veneçuela i oest i sud-est de l'Equador.